# 五嶋清
五嶋 清（ごじま きよし、1963年（昭和38年） - ）は、日本のジャーナリスト。産経新聞編集長、元論説委員。

## 来歴
1987年（昭和62年）慶應義塾大学卒業後、4月産経新聞社入社。1990年（平成2年）政治部に。首相官邸や防衛庁、外務省、自民党や社会党などを担当、政治部次長や副編集長を経て、2010年（平成22）年論説委員に。2011年政治部長。2013年編集局次長、編集局総務に。
2014年、産経新聞の韓国ソウル支局の加藤達也支局長が、「朴槿恵韓国大統領の空白の7時間」（299人の死亡したセウォル号沈没事故の当日7時間も大統領が行方不明）に関する報道により、韓国当局に在宅起訴され出国禁止処分となった際、翌2015年12月の無罪判決まで1年4カ月、五嶋は現地で訴訟対応の指揮をとった（産経新聞ソウル支局長名誉毀損起訴事件）。
2016年10月から大阪本社編集局編集長。

## 著書

### 共著
- 『公共選択』 - 木鐸社（2016年)
- 『選挙研究』 - 木鐸社（2017年)